# Fase final de la Liga de Naciones de la UEFA 2024-25
La fase final de la Liga de Naciones de la UEFA de 2025 fue el torneo final de la Liga de Naciones de la UEFA 2024-25. Se celebró del 4 al 8 de junio de 2025 en Alemania y participaron los cuatro ganadores de cuartos de final de la Liga de Naciones A. El torneo constó de cuatro partidos: dos semifinales, un partido por el tercer puesto y una final. El campeón fue Portugal, que derrotó al defensor del título, España, tras haber ganado la fase final de 2023.

## Formato
Disputaron la fase final de la Liga de Naciones en junio de 2025 los cuatro ganadores de los cuartos de final de la Liga A.
Las finales de la Liga de Naciones se desarrollaron durante cinco días y se jugaron en eliminatorias de un solo partido. Fueron dos semifinales, un partido por el tercer puesto y una final tres días después de la segunda semifinal, el 8 de junio de 2025. Los emparejamientos de las semifinales se determinaron por sorteo. Todos los partidos del torneo contaron con la tecnología de línea de gol y con el VAR.
En el Final Four de la Liga de Naciones, si el marcador está empatado al final del tiempo reglamentario:
- En las semifinales y la final se jugarán 30 minutos de prórroga. Si después del tiempo extra el marcador sigue empatado, el ganador se determinará mediante una tanda de penaltis.
- En el partido por el tercer puesto directamente se ejecutará la tanda de penaltis.

## Equipos clasificados
Los cuatro ganadores de los cuartos de final de la Liga A se clasificaron para la final de la Liga de Naciones. Los tres campeones anteriores lograron clasificarse para el torneo. A ellos se suma la anfitriona Alemania, que debuta en una fase final el torneo.
| Ganadores cuartos de final | Fecha de clasificación | Participaciones anteriores | Mejor participación    |
| -------------------------- | ---------------------- | -------------------------- | ---------------------- |
| España                     | 23 de marzo de 2025    | 2 (2021, 2023)             | Campeón (2022–23)      |
| Francia                    | 23 de marzo de 2025    | 1 (2021)                   | Campeón (2020–21)      |
| Portugal                   | 23 de marzo de 2025    | 1 (2019)                   | Campeón (2018–19)      |
| Alemania (Sede)            | 23 de marzo de 2025    | 0 (debut)                  | octavo lugar (2020–21) |

## Selección del anfitrión
Tras la introducción de la nueva ronda de cuartos de final, los cuatro equipos participantes del Final Four no se conocieron hasta el 23 de marzo de 2025. Por ello, la UEFA revisó el proceso de licitación de ediciones anteriores del torneo. Todos los equipos participantes en la Liga A cuyos estadios cumplieran con los requisitos tuvieron que presentar una propuesta para albergar la fase final de la Liga de Naciones. Tras la fase de liga, el Comité Ejecutivo de la UEFA designaró una pareja de cuartofinalistas capaces de organizar el torneo, y el ganador se convertiría automáticamente en anfitrión. Las asociaciones miembro ajenas a la Liga A también pudieron presentar una oferta para celebrar el torneo como anfitrión neutral, en cuyo caso sus ofertas solo se considerarían en el caso de que ninguna pareja de cuartofinalistas pudiera satisfacer los requisitos de organización del evento.
El requisito de la UEFA para albergar el torneo es que se juegue en dos estadios de categoría 4 (cada uno con una capacidad no menor a 30.000 asientos). En el caso de que el torneo sea organizado por un equipo participante, el estadio de mayor capacidad deberá albergar la primera semifinal (en la que juega el equipo anfitrión) y la final. El proceso de selección fue el siguiente: 
- 18 de enero de 2024: Se invita formalmente a presentar solicitudes
- 15 de mayo de 2024, 12:00 CEST : Fecha límite para registrar la intención de presentar una oferta (no vinculante) y estadios preferidos.
- 4 de septiembre de 2024: Los requisitos de licitación se ponen a disposición de los licitantes.
- 23 de octubre de 2024: Presentación de los documentos de licitación
- 16 de diciembre de 2024: Designación del anfitrión por parte del Comité Ejecutivo de la UEFA

El Comité Ejecutivo de la UEFA designó al ganador del partido de cuartos de final, entre Italia y Alemania, como anfitrión provisional del torneo final el 16 de diciembre de 2024. El 23 de marzo de 2025, Alemania se convirtió en la anfitriona del torneo después de ganar su eliminatoria de cuartos de final frente a Italia.

## Sedes
Los partidos se jugarán en el Allianz Arena de Múnich (una semifinal y la final) y en el MHPArena de Stuttgart (una semifinal y el partido por el tercer puesto).
| Múnich Stuttgart | Stuttgart         | Múnich            |
| ---------------- | ----------------- | ----------------- |
| Múnich Stuttgart | MHPArena          | Allianz Arena     |
| Múnich Stuttgart | Capacidad: 51 000 | Capacidad: 66 000 |
| Múnich Stuttgart |                   |                   |

## Sorteo
Los emparejamientos de las semifinales se determinaron mediante un sorteo el 22 de noviembre de 2024 a las 12:00 CET en la sede de la UEFA en Nyon (Suiza), junto con el sorteo de los cuartos de final de la Liga A y los play-offs de ascenso/descenso. Como los cuartos de final no se jugaron hasta marzo de 2025, los ganadores fueron representados por marcadores de posición para los ganadores de los cuartos de final 1 al 4. Las primeras dos bolillas extraídas fueron asignadas como los equipos locales administrativos para cada emparejamiento de semifinales, y las siguientes dos bolas extraídas fueron asignadas como sus oponentes. A efectos de programación, el equipo anfitrión fue asignado a la semifinal 1 como equipo local administrativo. El equipo administrativo local tanto para el partido por el tercer puesto como para la final fueron predeterminados como los equipos que avanzaron desde la semifinal 1.

## Plantillas
Cada selección nacional debe presentar una plantilla de 23 jugadores, tres de los cuales deben ser porteros, al menos diez días antes del partido inaugural del torneo. Si un jugador se lesiona o enferma lo suficientemente grave como para impedir su participación en el torneo antes del primer partido de su equipo, será reemplazado por otro jugador.

## Cuadro
|  | Semifinales            | Semifinales |                              |       | Final | Final |
|  |                        |             |                              |       |       |       |
|  | 4 de junio - Múnich    |             |                              |       |       |       |
|  |                        |             |                              |       |       |       |
|  | Alemania               | 1           |                              |       |       |       |
|  | Alemania               | 1           | 8 de junio - Múnich          |       |       |       |
|  | Portugal               | 2           |                              |       |       |       |
|  | Portugal               | 2           | Portugal (p.)                | 2 (5) |       |       |
|  | 5 de junio - Stuttgart |             | Portugal (p.)                | 2 (5) |       |       |
|  |                        | España      | 2 (3)                        |       |       |       |
|  | España                 | España      | 2 (3)                        | 5     |       |       |
|  | España                 |             |                              | 5     |       |       |
|  | Francia                | 4           |                              |       |       |       |
|  | Francia                | 4           | Partido por el tercer puesto |       |       |       |
|  |                        |             |                              |       |       |       |
|  | 8 de junio - Stuttgart |             |                              |       |       |       |
|  |                        |             |                              |       |       |       |
|  | Alemania               | 0           |                              |       |       |       |
|  | Alemania               | 0           |                              |       |       |       |
|  | Francia                | 2           |                              |       |       |       |

### Semifinales

#### Alemania - Portugal
| 4 de junio de 2025 | Alemania    | 1:2 (0:0) | Portugal                      | Allianz Arena, Múnich                                                       |                                                                             |
| 20:45              | - Wirtz 48' | Reporte   | - Conceição 63' - Ronaldo 68' | Asistencia: 65 823 espectadores Árbitro(s): Slavko Vinčić VAR: Alen Borošak | Asistencia: 65 823 espectadores Árbitro(s): Slavko Vinčić VAR: Alen Borošak |

|  |  |

| POR               | 1  | Marc-André ter Stegen  |     |     |
| DEF               | 2  | Waldemar Anton         |     | 71' |
| DEF               | 4  | Jonathan Tah           |     |     |
| DEF               | 3  | Robin Koch             |     |     |
| DEF               | 6  | Joshua Kimmich         |     |     |
| MED               | 25 | Aleksandar Pavlović    |     | 71' |
| MED               | 8  | Leon Goretzka          |     |     |
| MED               | 18 | Maximilian Mittelstädt |     | 60' |
| DEL               | 19 | Leroy Sané             |     | 60' |
| DEL               | 17 | Florian Wirtz          | 84' |     |
| DEL               | 11 | Nick Woltemade         |     | 60' |
| Cambios:          |    |                        |     |     |
| MED               | 20 | Serge Gnabry           |     | 60' |
| MED               | 21 | Robin Gosens           |     | 60' |
| DEL               | 9  | Niclas Füllkrug        | 85' | 60' |
| MED               | 7  | Felix Nmecha           |     | 71' |
| DEL               | 14 | Karim Adeyemi          |     | 71' |
| Entrenador:       |    |                        |     |     |
| Julian Nagelsmann |    |                        |     |     |

| POR              | 1                | Diogo Costa         |     |     |
| DEF              | 15               | João Neves          |     | 58' |
| DEF              | 3                | Rúben Dias          | 85' |     |
| DEF              | 14               | Gonçalo Inácio      |     |     |
| DEF              | 25               | Nuno Mendes         |     |     |
| MED              | 18               | Rúben Neves         | 52' | 58' |
| MED              | 10               | Bernardo Silva      |     |     |
| MED              | 16               | Francisco Trincão   |     | 58' |
| DEL              | 8                | Bruno Fernandes     |     |     |
| DEL              | 20               | Pedro Neto          |     | 83' |
| DEL              | 7                | Cristiano Ronaldo   |     | 90' |
| Cambios:         |                  |                     |     |     |
| DEF              | 2                | Nélson Semedo       |     | 58' |
| MED              | 23               | Vitinha             |     | 58' |
| DEL              | 26               | Francisco Conceição |     | 58' |
| DEL              | 21               | Diogo Jota          |     | 83' |
| MED              | 6                | João Palhinha       |     | 90' |
| Entrenador:      |                  |                     |     |     |
| Roberto Martínez | Roberto Martínez | Roberto Martínez    | 51' |     |

| Jugador del partido: Francisco Conceição (Portugal) Árbitros asistentes: Tomaž Klančnik (Slovenia) Andraž Kovačič (Slovenia) Cuarto árbitro: Matej Jug (Slovenia) Asistentes VAR: Rade Obrenovič (Slovenia) |

#### España - Francia
| 5 de junio de 2025 | España                                                         | 5:4 (2:0) | Francia                                                                 | MHPArena, Stuttgart                                                            |                                                                                |
| 20:45              | - Williams 22' - Merino 25' - Yamal 54' (pen.) 67' - Pedri 55' | Reporte   | - Mbappé 59' (pen.) - Cherki 79' - Vivian 84' (a.g.) - Kolo Muani 90+3' | Asistencia: 51 724 espectadores Árbitro(s): Michael Oliver VAR: Jarred Gillett | Asistencia: 51 724 espectadores Árbitro(s): Michael Oliver VAR: Jarred Gillett |

|  |  |

| POR               | 23 | Unai Simón       |       |     |
| DEF               | 24 | Marc Cucurella   |       |     |
| DEF               | 12 | Dean Huijsen     |       |     |
| DEF               | 3  | Robin Le Normand |       | 77' |
| DEF               | 2  | Pedro Porro      |       |     |
| MED               | 6  | Mikel Merino     |       | 90' |
| MED               | 18 | Martin Zubimendi |       |     |
| MED               | 20 | Pedri            |       | 64' |
| DEL               | 19 | Lamine Yamal     | 33'   |     |
| DEL               | 21 | Mikel Oyarzabal  |       | 77' |
| DEL               | 11 | Nico Williams    |       | 64' |
| Cambios:          |    |                  |       |     |
| MED               | 10 | Dani Olmo        |       | 64' |
| MED               | 8  | Fabián Ruiz      |       | 64' |
| DEF               | 5  | Daniel Vivian    |       | 77' |
| DEL               | 8  | Samu Aghehowa    |       | 77' |
| MED               | 9  | Gavi             | 90+6' | 90' |
| Entrenador:       |    |                  |       |     |
| Luis de la Fuente |    |                  |       |     |

| POR              | 16 | Mike Maignan      |       |     |
| DEF              | 19 | Pierre Kalulu     |       | 64' |
| DEF              | 15 | Ibrahima Konaté   |       |     |
| DEF              | 5  | Clément Lenglet   |       | 72' |
| DEF              | 22 | Theo Hernández    | 82'   |     |
| MED              | 13 | Manu Koné         | 90+7' |     |
| MED              | 14 | Adrien Rabiot     | 51'   |     |
| MED              | 11 | Michael Olise     |       | 64' |
| DEL              | 7  | Ousmane Dembélé   |       | 77' |
| DEL              | 24 | Désiré Doué       |       | 64' |
| DEL              | 10 | Kylian Mbappé     |       |     |
| Cambios:         |    |                   |       |     |
| DEF              | 17 | Malo Gusto        |       | 64' |
| MED              | 25 | Rayan Cherki      |       | 64' |
| DEL              | 20 | Bradley Barcola   |       | 64' |
| DEF              | 20 | Lucas Hernández   |       | 72' |
| DEL              | 12 | Randal Kolo Muani | 90+4' | 77' |
| Entrenador:      |    |                   |       |     |
| Didier Deschamps |    |                   |       |     |

| Jugador del partido: Lamine Yamal (España) Árbitros asistentes: Stuart Burt (Inglaterra) James Mainwaring (Inglaterra) Cuarto árbitro: Andrew Madley (Inglaterra) Asistentes VAR: Michael Salisbury (Inglaterra) |

### Tercer lugar

#### Alemania - Francia
| 8 de junio de 2025 | Alemania | 0:2 (0:1) | Francia                  | MHPArena, Stuttgart                                                           |                                                                               |
| 15:00              |          | Reporte   | - Mbappé 45' - Olise 84' | Asistencia: 51 313 espectadores Árbitro(s): Ivan Kružliak VAR: Michael Fabbri | Asistencia: 51 313 espectadores Árbitro(s): Ivan Kružliak VAR: Michael Fabbri |

|  |  |

| POR               | 1  | Marc-André ter Stegen  |     |     |
| DEF               | 6  | Joshua Kimmich         |     |     |
| DEF               | 4  | Jonathan Tah           | 61' |     |
| DEF               | 3  | Robin Koch             |     |     |
| DEF               | 22 | David Raum             | 29' | 65' |
| MED               | 5  | Pascal Groß            |     | 73' |
| MED               | 8  | Leon Goretzka          |     | 65' |
| MED               | 11 | Nick Woltemade         |     | 46' |
| DEL               | 17 | Florian Wirtz          |     |     |
| DEL               | 14 | Karim Adeyemi          | 35' | 78' |
| DEL               | 9  | Niclas Füllkrug        |     |     |
| Cambios:          |    |                        |     |     |
| DEL               | 13 | Deniz Undav            |     | 46' |
| MED               | 26 | Tom Bischof            |     | 65' |
| DEF               | 18 | Maximilian Mittelstädt |     | 65' |
| DEF               | 15 | Thilo Kehrer           |     | 73' |
| MED               | 20 | Serge Gnabry           |     | 78' |
| Entrenador:       |    |                        |     |     |
| Julian Nagelsmann |    |                        |     |     |

| POR              | 16 | Mike Maignan        |     |     |
| DEF              | 17 | Malo Gusto          |     |     |
| DEF              | 4  | Loïc Badé           |     |     |
| DEF              | 21 | Lucas Hernández     | 61' |     |
| DEF              | 3  | Lucas Digne         | 12' |     |
| MED              | 8  | Aurélien Tchouaméni |     | 68' |
| MED              | 14 | Adrien Rabiot       |     |     |
| MED              | 12 | Randal Kolo Muani   |     | 68' |
| DEL              | 25 | Rayan Cherki        |     | 68' |
| DEL              | 9  | Marcus Thuram       |     | 90' |
| DEL              | 10 | Kylian Mbappé       |     |     |
| Cambios:         |    |                     |     |     |
| MED              | 11 | Michael Olise       |     | 68' |
| DEL              | 24 | Désiré Doué         |     | 68' |
| MED              | 13 | Manu Koné           |     | 68' |
| MED              | 6  | Mattéo Guendouzi    |     | 90' |
| Entrenador:      |    |                     |     |     |
| Didier Deschamps |    |                     |     |     |

| Jugador del partido: Kylian Mbappé (Francia) Árbitros asistentes: Branislav Hancko (Slovakia) Ján Pozor (Slovakia) Cuarto árbitro: Erik Lambrechts (Bélgica) Asistentes VAR: Luca Pairetto (Italia) |

### Final

#### Portugal - España
| 8 de junio de 2025 | Portugal                                     | 2:2 (2:2, 1:2) (t. s.)(5:3 p.) | España                          | Allianz Arena, Múnich                                                      |                                                                            |
| 20:45              | - Mendes 26' - Ronaldo 61'                   | Reporte                        | - Zubimendi 21' - Oyarzabal 45' | Asistencia: 65 852 espectadores Árbitro(s): Sandro Schärer VAR: Fedayi San | Asistencia: 65 852 espectadores Árbitro(s): Sandro Schärer VAR: Fedayi San |
|                    |                                              | Tiros desde el punto penal     |                                 |                                                                            |                                                                            |
|                    | Ramos · Vitinha · Fernandes · Mendes · Neves |                                | Merino · Baena · Isco · Morata  |                                                                            |                                                                            |

|  |  |

| POR              | 1                | Diogo Costa         |      |      |
| DEF              | 15               | João Neves          |      | 46'  |
| DEF              | 3                | Rúben Dias          |      |      |
| DEF              | 14               | Gonçalo Inácio      | 19'  | 74'  |
| DEF              | 25               | Nuno Mendes         | 100' |      |
| MED              | 10               | Bernardo Silva      |      | 74'  |
| MED              | 23               | Vitinha             |      |      |
| MED              | 20               | Pedro Neto          | 82'  | 106' |
| DEL              | 8                | Bruno Fernandes     |      |      |
| DEL              | 26               | Francisco Conceição |      | 46'  |
| DEL              | 7                | Cristiano Ronaldo   |      | 88'  |
| Cambios:         |                  |                     |      |      |
| DEF              | 2                | Nélson Semedo       |      | 46'  |
| MED              | 18               | Rúben Neves         |      | 46'  |
| DEF              | 13               | Renato Veiga        |      | 74'  |
| DEL              | 17               | Rafael Leão         |      | 74'  |
| DEL              | 9                | Gonçalo Ramos       |      | 88'  |
| DEL              | 21               | Diogo Jota          |      | 106' |
| Entrenador:      |                  |                     |      |      |
| Roberto Martínez | Roberto Martínez | Roberto Martínez    | 110' |      |

| POR               | 23 | Unai Simón       |       |      |
| DEF               | 14 | Óscar Mingueza   |       | 92'  |
| DEF               | 3  | Robin Le Normand | 90+1' |      |
| DEF               | 12 | Dean Huijsen     |       |      |
| DEF               | 24 | Marc Cucurella   |       |      |
| MED               | 20 | Pedri            |       | 75'  |
| MED               | 18 | Martín Zubimendi |       |      |
| MED               | 8  | Fabián Ruiz      | 33'   | 75'  |
| DEL               | 19 | Lamine Yamal     |       | 106' |
| DEL               | 21 | Mikel Oyarzabal  |       | 111' |
| DEL               | 11 | Nico Williams    |       | 92'  |
| Cambios:          |    |                  |       |      |
| MED               | 22 | Isco             |       | 75'  |
| MED               | 6  | Mikel Merino     |       | 75'  |
| MED               | 16 | Álex Baena       | 100'  | 92'  |
| DEF               | 2  | Pedro Porro      | 110'  | 92'  |
| DEL               | 15 | Yeremy Pino      |       | 106' |
| DEL               | 7  | Álvaro Morata    |       | 111' |
| Entrenador:       |    |                  |       |      |
| Luis de la Fuente |    |                  |       |      |

| Jugador del partido: Nuno Mendes (Portugal) Árbitros asistentes: Jonas Erni (Suiza) Susann Küng (Suiza) Cuarto árbitro: Serdar Gözübüyük (Países Bajos) Asistentes VAR:: Dennis Higler (Países Bajos) Pol van Boekel (Países Bajos) |

|                             |
| Bandera de Portugal         |
| Campeón Portugal 2.º título |

## Máximos goleadores
Dos goles
- Lamine Yamal
- Kylian Mbappé
- Cristiano Ronaldo

Un gol
| - Florian Wirtz - Francisco Conceição - Nuno Mendes - Nico Williams - Martín Zubimendi - Mikel Merino | - Mikel Oyarzabal - Pedri - Michael Olise - Rayan Cherki - Randal Kolo Muani |

Autogol
- Dani Vivian (a favor de Francia)

## Estadística

### Disciplina
Un jugador o entrenador será suspendido automáticamente para el próximo partido por las siguientes infracciones: 
- Recibir una tarjeta roja (las suspensiones por tarjeta roja pueden extenderse por infracciones graves)
- Desde la fase de liga y cuartos de final, recibir dos tarjetas amarillas en dos partidos diferentes, así como cualquier tarjeta amarilla par posterior (las suspensiones por tarjetas amarillas se trasladan a la fase final de la Liga de Naciones, pero no a ningún otro partido internacional futuro)

Las amonestaciones que no resultaron en una suspensión expiraron al completarse los cuartos de final y no se trasladarán a la final de la Liga de Naciones.
Durante el torneo se cumplirán las siguientes suspensiones:
| Jugador           | Delito(s) | Suspensión(es)                   |
| ----------------- | --- | -------------------------------- |
| Randal Kolo Muani | en el Grupo A2 contra Italia (jornada 6; 17 de noviembre de 2024) · en cuartos de final contra Croacia (partido de vuelta; 23 de marzo de 2025)    | vs España (5 de junio de 2025)   |
| Rubén Dias        | en el Grupo A1 contra Escocia (jornada 4; 15 de octubre de 2024) · en cuartos de final contra Dinamarca (partido de vuelta; 23 de marzo de 2025)   | vs Alemania (4 de junio de 2025) |
| Robin Le Normand  | en el Grupo A4 contra Serbia (jornada 1; 5 de septiembre de 2024) en cuartos de final contra Países Bajos (partido de vuelta; 23 de marzo de 2025) | vs Francia (5 de junio de 2025)  |